# 後藤得三
後藤 得三（ごとう とくぞう、1897年（明治30年）1月17日 - 1991年（平成3年）7月22日）は、シテ方喜多流能楽師。十四世喜多六平太の高弟。
後藤真平の次男として大阪に生まれる。1909年上京、十四世喜多六平太に弟子入りする。仕舞『小鍛冶』で初舞台。1954年第一回能楽渡欧団の一員としてヴェニス国際演劇祭に参加。1957年第二回能楽渡欧団の一員としてパリ文化祭に参加。1963年日本芸術院賞受賞。1967年芸術祭賞受賞。1970年重要無形文化財保持者（人間国宝）認定。1982年日本芸術院会員。1984年勲三等瑞宝章受章。保谷市（現西東京市）名誉市民。
兄に俳人後藤夜半（ごとう やはん）。弟に喜多流十五世宗家喜多実。1949年に観世栄夫が喜多流に転流した際に養子とするが、観世流に復籍した際に解消。

## 作品

### 著書
- 『後藤得三芸談』（ぺりかん社、1985年）

### DVD
- 能楽名演集 喜多流「通小町」後藤得三／「鶴（新作能）」喜多実、NHKエンタープライズ
- 能楽名演集「仕舞独吟一調舞囃子集」／舞囃子『清経』後藤得三、NHKエンタープライズ